# 克茲扎諾斯基龍
克茲扎諾斯基龍（學名：Krzyzanowskisaurus）是種三疊紀晚期的主龍類。屬名是以美國化石收藏家Stan Krzyżanowski為名。克茲扎諾斯基龍的化石只有牙齒，化石發現於美國亞利桑那州與新墨西哥州。克茲扎諾斯基龍最初被認為可能是種鳥臀目恐龍。在2005年，A.B. Heckert提出克茲扎諾斯基龍的牙齒化石，具有生物地層學上的重要性，可作為St. Johnsian地區的標準化石。
模式種是K. hunti，原為雷留圖龍的一個種，在2002年命名的R. hunti。在2005年，William Parker等人提出雷留圖龍的模式種R. callenderi並非鳥臀目，而是鑲嵌踝類主龍。同年，Heckert認為R. hunti具有類似鳥臀目的特徵，例如牙齒有舌面隆突（Cingulum），應是種早期鳥臀目恐龍，與雷留圖龍不同，於是將R. hunti建立為新屬，克茲扎諾斯基龍。
在2006年，Randall Irmis等人認為這些牙齒的舌面隆突與早期鳥臀目恐龍不同，並提出與牙齒一同發現的頭骨帶有皮內成骨，與雷留圖龍吻合。Randall Irmis等人認為克茲扎諾斯基龍並非恐龍，並屬於雷留圖龍。